# Corée du Nord aux Jeux olympiques d'été de 2024
La Corée du Nord participe aux Jeux olympiques d'été de 2024 à Paris, en France du 26 juillet au 11 août 2024. Il s'agit de sa 11e participation à des Jeux olympiques d'été.
Absent aux Jeux de Tokyo en 2020, en raison de la covid-19, et aux jeux d'hiver de Pékin de 2022, à la suite de la suspension par le CIO de la Corée du Nord, le pays revient dans des Jeux Olympiques pour la première fois depuis 6 ans.
Le pays envoie 16 athlètes dans 7 disciplines pour le représenter.

## Délégation
Seize personnes font partie de la délégation, qui est accompagnée par Kim Il-Guk, ministre des sports et de la culture du pays,.

## Médaillés
| Sport | Discipline | Athlète(s) | Performance | Date |
| ----- | ---------- | ---------- | ----------- | ---- |
|       |            |            |             |      |
|       |            |            |             |      |

| Sport           | Discipline                               | Athlète(s)               | Performance | Date       |
| --------------- | ---------------------------------------- | ------------------------ | ----------- | ---------- |
| Tennis de table | Double mixte                             | Ri Jong-sik Kim Kum-yong | Défaite 2-4 | 30 juillet |
| Plongeon        | Haut-vol à 10 mètres synchronisé féminin | Jo Jin-mi Kim Mi-rae     | 315.90 pts  | 31 juillet |

| Sport               | Discipline                 | Athlète(s)     | Performance | Date   |
| ------------------- | -------------------------- | -------------- | ----------- | ------ |
| Boxe                | 54 kg Féminin              | Pang Chol-mi   | Score : 3   | 4 août |
| Plongeon            | Haut vol 10 mètres Féminin | Kim Mi-Rae     | 372.20 pts  | 6 août |
| Lutte Gréco-romaine | Hommes 64 kg               | Ri Se-ung      | Score : 8   | 6 août |
| Lutte libre         | Femmes 53 kg               | Choe Hyo-gyong | Score : 10  | 8 août |

## Résultats

### Athlétisme
Han Il-ryong participe au marathon masculin.

### Boxe
Les deux boxeuses Pang Chol-mi et Won Ung-yong se sont qualifiées après avoir atteint les demi-finales des Jeux asiatiques de 2022 dans leur catégories respectives.
| Athlètes     | Catégorie             | 1/16e de finale     | 1/8e de finale      | Quart de finale     | Demi-finale         | Finale              | Rang |
| Athlètes     | Catégorie             | Adversaire Résultat | Adversaire Résultat | Adversaire Résultat | Adversaire Résultat | Adversaire Résultat | Rang |
| ------------ | --------------------- | ------------------- | ------------------- | ------------------- | ------------------- | ------------------- | ---- |
| Pang Chol-mi | Poids coqs (-54 kg)   | [[]]                | [[]]                | [[]]                | [[]]                | [[]]                | e    |
| Won Ung-yong | Poids légers (-60 kg) | [[]]                | [[]]                | [[]]                | [[]]                | [[]]                | e    |

### Judo
Mun Song-hui est la seule judokate qualifiée.

### Tennis de table
Pyon Song-gyong, Ri Jong-sik et Kim Kum-yong sont qualifiés en tennis de table.
| Athlète(s) (n° de tête de série) | Compétition  | 1er tour            | 2e tour             | 3e tour             | 4e tour             | Quart de finale     | Demi-finale         | Finale / MB         | Rang |
| Athlète(s) (n° de tête de série) | Compétition  | Adversaire(s) Score | Adversaire(s) Score | Adversaire(s) Score | Adversaire(s) Score | Adversaire(s) Score | Adversaire(s) Score | Adversaire(s) Score | Rang |
| -------------------------------- | ------------ | ------------------- | ------------------- | ------------------- | ------------------- | ------------------- | ------------------- | ------------------- | ---- |
| Pyon Song-gyong (62)             | Simple dames | Non disputé         | Doo Hoi Kem         | [[]]                | [[]]                | [[]]                | [[]]                | [[]]                | e    |
| Ri Jong-sik Kim Kum-yong (16)    | Double mixte | Harimoto / Hayata   | Non disputé         | Non disputé         | Non disputé         | [[]] / [[]]         | [[]] / [[]]         | [[]] / [[]]         | e    |

### Gymnastique Artistique
An Chang Ok a obtenu la quatrième place avec 14.216 points.